# 楊時行
楊時行，云南琅盐井人，清朝政治人物。举人出身。
嘉庆六年七月，擔任清朝廣東省潮州府豐順縣知縣。后由傅孟修接任。